# Julius Niepraschk

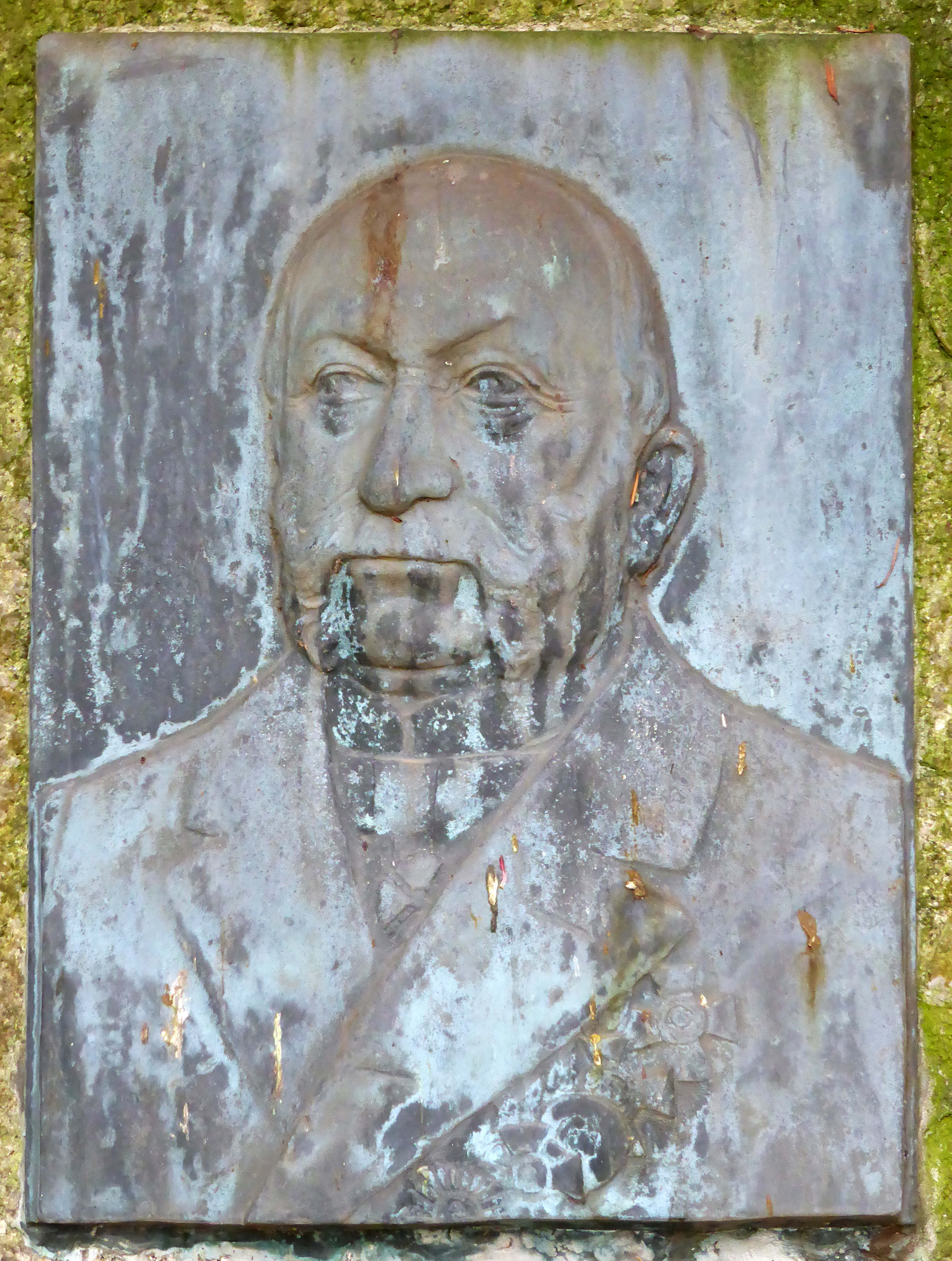
Julius Niepraschk, Gründungsdirektor der Flora von 1862 bis 1890 (Bronzerelief)

Julius Niepraschk (* 1825 in Berlin; † 14. Oktober 1890 in Köln) war ein deutscher Gartenarchitekt und Gartendirektor der Kölner Flora.

## Leben
Julius Niepraschk wurde als Sohn des Obergärtners der Pfaueninsel in Berlin geboren. Er absolvierte die Gärtner-Lehranstalt in Potsdam; seine Lehr- und Wanderjahre führten ihn nach England und Frankreich. Für die im südlichen Elsass beheimatete Baumschule Baumann plante er eine Vielzahl von Garten- und Parkanlagen. Er galt als Schüler des preußischen Gartenbaudirektors Peter Joseph Lenné, der ihn 1862 für die von ihm geplante Kölner Flora als leitender Gärtner vorschlug. Niepraschk folgte dem Ruf nach Köln und leitete die Bauarbeiten für den Park, der 1864 eröffnet wurde. In der Folge wurde er in den Vorstand der Flora AG berufen und zum Gartendirektor bestellt. Er leitete die Flora in ihrer Glanzzeit insgesamt 28 Jahre bis zu seinem Tod 1890.
Bei der Realisierung der Flora hielt sich Niepraschk an den von Lenné entwickelten Gesamtplan. Allerdings verzichtete er darauf, den Platanenhain anzulegen, der an die römische Antike erinnern sollte.

## Gedenken
Schüler und Freunde stifteten nach Niepraschk Tod einen Gedenkstein aus Basalt, der mit Bronzerelief in der Flora aufgestellt wurde.